# Melvin Donleben
Melvin Donleben (Amsterdam, 16 januari 1976) is een Nederlands voormalig voetballer die als middenvelder voor AZ, HFC Haarlem, Heracles Almelo en FC Omniworld speelde.

## Carrière
Melvin Donleben speelde in de jeugd van het Amsterdamse RKSV ZPC, en na een proefperiode bij FC Groningen in 1993 vertrok hij in 1994 naar AZ. Hier was hij tot 1996 een vaste speler, en in het seizoen 1995/96 werd hij met AZ kampioen van de Eerste divisie en promoveerde hij naar de Eredivisie. Omdat hij nog niet rijp genoeg werd bevonden voor de Eredivisie, werd Donleben in het seizoen 1996/97 verhuurd aan HFC Haarlem. Nadat hij terugkeerde bij het uit de Eredivisie gedegradeerde AZ, kwam hij daar niet meer in actie. Hij vertrok naar Heracles Almelo, waar hij een jaar in de Eerste divisie speelde. Hierna maakte hij de overstap naar het amateurvoetbal, namelijk naar SV Huizen. In 2001 vertrok hij naar FC Omniworld, wat in 2005 de overstap naar het profvoetbal maakte. Na twaalf wedstrijden in de Eerste divisie meldde hij zich ziek en kwam niet meer in actie. In de zomer van 2006 vertrok hij naar SV Spakenburg, waar hij tot oktober speelde waarna hij bij gebrek aan motivatie en door fysieke problemen stopte met voetballen.

### Statistieken
| Seizoen                  | Club            | Land           | Competitie     | Competitie | Competitie |
| Seizoen                  | Club            | Land           | Competitie     | Wed.       | Dlp.       |
| ------------------------ | --------------- | -------------- | -------------- | ---------- | ---------- |
| 1996/97                  | → HFC Haarlem   | Nederland      | Eerste divisie | 23         | 3          |
| 1997/98                  | AZ              | Nederland      | Eerste divisie | 0          | 0          |
| 1998/99                  | Heracles Almelo | Nederland      | Eerste divisie | 20         | 3          |
| 2005/06                  | FC Omniworld    | Nederland      | Eerste divisie | 12         | 1          |
| Carrièretotaal           | Carrièretotaal  | Carrièretotaal | Carrièretotaal | 55         | 7          |
| Bijgewerkt op 6 mei 2020 |                 |                |                |            |            |